# Ihar Sumnikau
Ihar Kanstanzinawitsch Sumnikau (belarussisch Ігар Канстанцінавіч Сумнікаў, russisch Игорь Константинович Сумников Igor Konstantinowitsch Sumnikow; * 29. September 1966 in Minsk) ist ein ehemaliger belarussischer Radrennfahrer und Weltmeister im Radsport.

## Sportliche Laufbahn
Sumnikau war in der Sowjetunion aktiv. Er war Teilnehmer der Olympischen Sommerspiele 1988 in Seoul. Im Mannschaftszeitfahren belegte die sowjetische Mannschaft mit Wassyl Schdanow, Wiktor Klimow, Asjat Saitow und Ihar Sumnikau den 7. Platz.
1984 gewann er Gold bei den UCI-Straßen-Weltmeisterschaften der Junioren im Mannschaftszeitfahren. 1985 gewann er den Titel bei den UCI-Straßen-Weltmeisterschaften der Amateure mit Wassyl Schdanow, Wiktor Klimow und Oleksandr Sinowjew. 1987 wurde er Vize-Weltmeister im Mannschaftszeitfahren. Den nationalen Titel im Mannschaftszeitfahren gewann Sumnikau 1986, 1987 und 1988.
In der Niedersachsen-Rundfahrt 1985 und 1986 gewann er jeweils eine Etappe. Den Prolog im Milk Race 1986 gewann er ebenfalls. 1987 siegte er im Etappenrennen Ruban Granitier Breton und holte dabei zwei Etappensiege. In der Tour du Vaucluse gelangen ihm ebenfalls zwei Etappenerfolge. Im Milk Race holte er fünf Etappensiege. 1987 belegte er in der Tour du Loir-et-Cher den 3. Platz. 1988 gewann er eine Etappe der Kuba-Rundfahrt.
1990 fuhr er eine Saison als Berufsfahrer im Radsportteam Alfa Lum, blieb aber ohne Erfolg als Radprofi.